# 杨村乡 (杨凌农业高新技术产业示范区)
杨村乡是中国陕西省杨凌农业高新技术产业示范区杨陵区下辖的一个乡，2011年，与李台乡合并为李台街道。

## 行政区划
杨村乡下辖以下行政区：
上代村、下代村、董家庄村、半个城村、上川口村、下川口村、南庄村、柴家咀村、乔家底村、南杨村、北杨村、夏家沟村、曹新庄村、马家底村、崔东沟村、元树村、崔西沟村、张家岗村、刘黄堡村